# Terry Melcher (álbum)
Terry Melcher es el álbum debut homónimo del cantautor y productor estadounidense del mismo nombre. Fue lanzado el 28 de febrero de 1974 a través de Reprise Records.

## Recepción de la crítica
Un escritor no especificado de Billboard escribió: “El LP debut de Terry Melcher se ha esperado durante mucho tiempo, quizás más como una curiosidad que otra cosa. Pero, para sorpresa agradable, el álbum es un debut bastante meritorio. Melcher no tiene lo que uno llamaría una voz realmente buena, pero utiliza la que tiene para sacar el máximo provecho. Las canciones han sido bien elegidas, desde country tradicional hecho de maneras no tan tradicionales, hasta material conocido de artistas como Jackson Browne y algunos cortes originales interesantes, llenos de humor la mayoría de las veces. Junto con Melcher, Bruce Johnston ha realizado un excelente trabajo de producción, utilizando arreglos dinámicos sin borrar las voces”. Un escritor no especificado de Record World escribió: “¿Qué haces después de producir algunos de los mejores éxitos para the Byrds y the Association? Presentas un excelente esfuerzo en solitario”.

## Lista de canciones
| Lado uno |                                                                      |          |  |
| N.º      | Título                                                               | Duración |  |
| 1.       | «Roll in My Sweet Baby’s Arms» (tradicional, arr. por Terry Melcher) | 3:09     |  |
| 2.       | «These Days» (Jackson Browne)                                        | 4:23     |  |
| 3.       | «Dr. Horowitz» (Melcher, Bruce Johnston)                             | 2:47     |  |
| 4.       | «Beverly Hills» (Melcher)                                            | 3:20     |  |
| 5.       | «These Bars Have Made a Prison Out of Me» (Spooner Oldham, Dan Penn) | 3:08     |  |

| Lado dos | |          |  |
| N.º      | Título | Duración |  |
| 1.       | «Arkansas» (Damon Black)                                                                                         | 3:14     |  |
| 2.       | «Stagger Lee» (Harold Logan, Lloyd Price)                                                                        | 4:00     |  |
| 3.       | «4th Time Around» (Bob Dylan)                                                                                    | 2:29     |  |
| 4.       | «Just a Season» (Roger McGuinn, Jacques Levy)                                                                    | 3:21     |  |
| 5.       | «Medley» I. «Halls of Justice» (Melcher) II. «Positively 4th Street» (Dylan) III. «Like a Rolling Stone» (Dylan) | 2:53     |  |
| 6.       | «The Old Hand Jive» (Melcher)                                                                                    | 2:01     |  |

## Créditos y personal
Créditos adaptados desde las notas de álbum de Terry Melcher.
Músicos
- Terry Melcher – voz principal, piano
- Jim Keltner, Hal Blaine, Michael Clark – batería
- Joe Osborne, Chris Hillman – bajo eléctrico
- Clarence White, Ry Cooder, Mike Deasy, Tony Martin, Jr. – guitarra
- Sneaky Pete, J. D. Maness – steel guitar
- Larry Knechtel, Spooner Oldham – piano
- Jim Horn – arreglos de trompa
- Slyde Hyde, Chuck Findley, Jackie Kelso – trompa
- Jimmie Haskell – arreglos de cuerdas
- Bruce Johnston, Spanky MacFarlane, Doris Day – coros

Personal técnico
- Terry Melcher – productor
- Bruce Johnston – productor
- Raghu Gadhoke – productor asociado, ingeniero de audio
- Joel Nussbaum – fotografía
- Dean O. Torrence – diseño de portada
- Melissa E. Brown – modelo